# Gustav Seitz

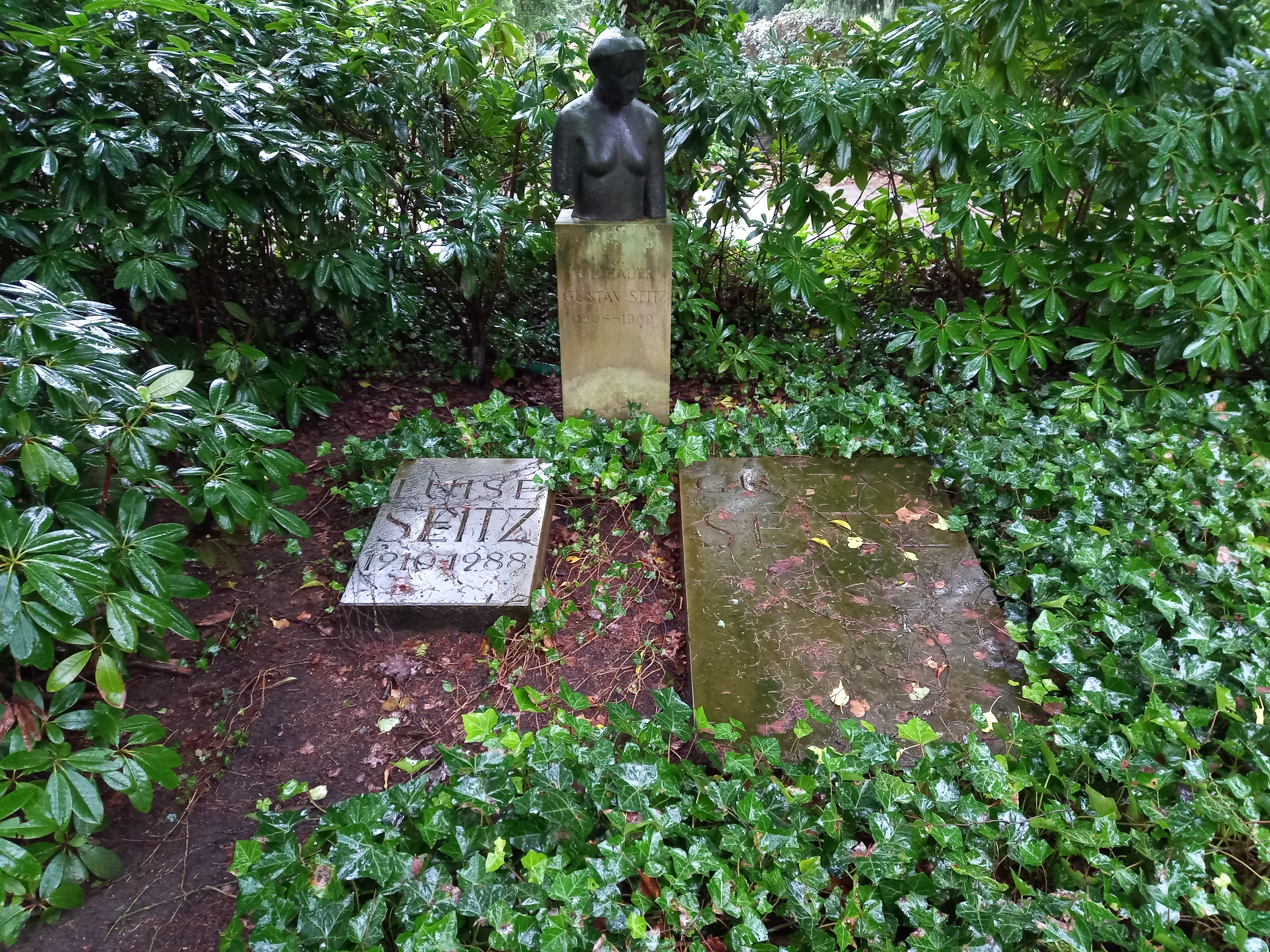
Das Grab von Gustav Seitz und seiner Ehefrau Luise geborene Zauleck auf dem Friedhof Blankenese in Hamburg

Gustav Seitz (* 11. September 1906 in Mannheim-Neckarau; † 26. Oktober 1969 in Hamburg) war ein deutscher Bildhauer und Zeichner.

## Leben

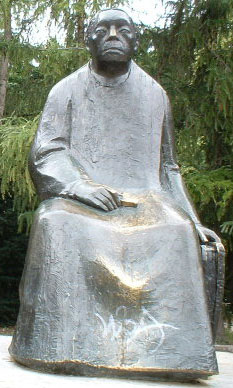
Käthe-Kollwitz-Denkmal (1960), 210 cm

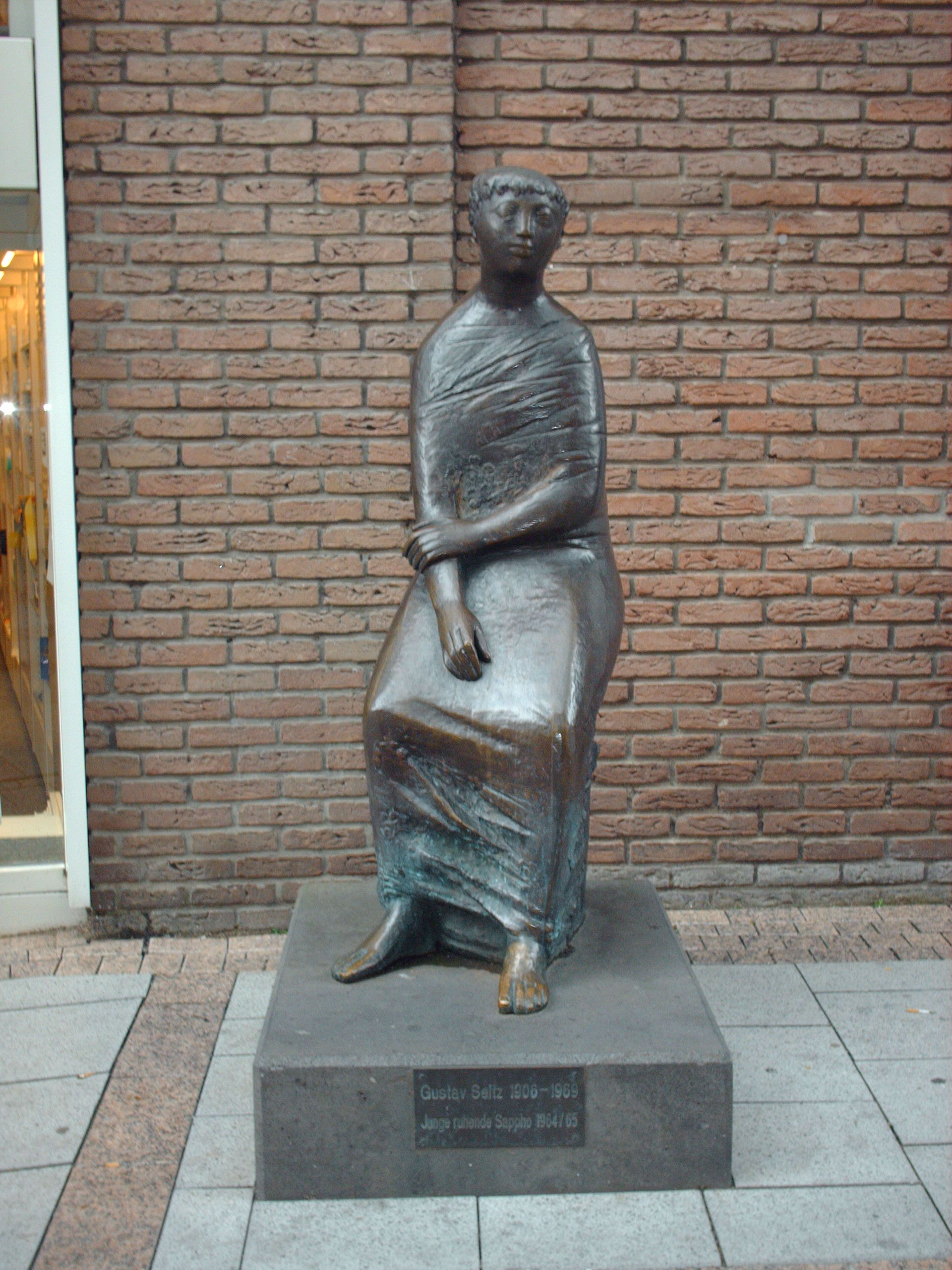
Junge ruhende Sappho (1965), 163 cm

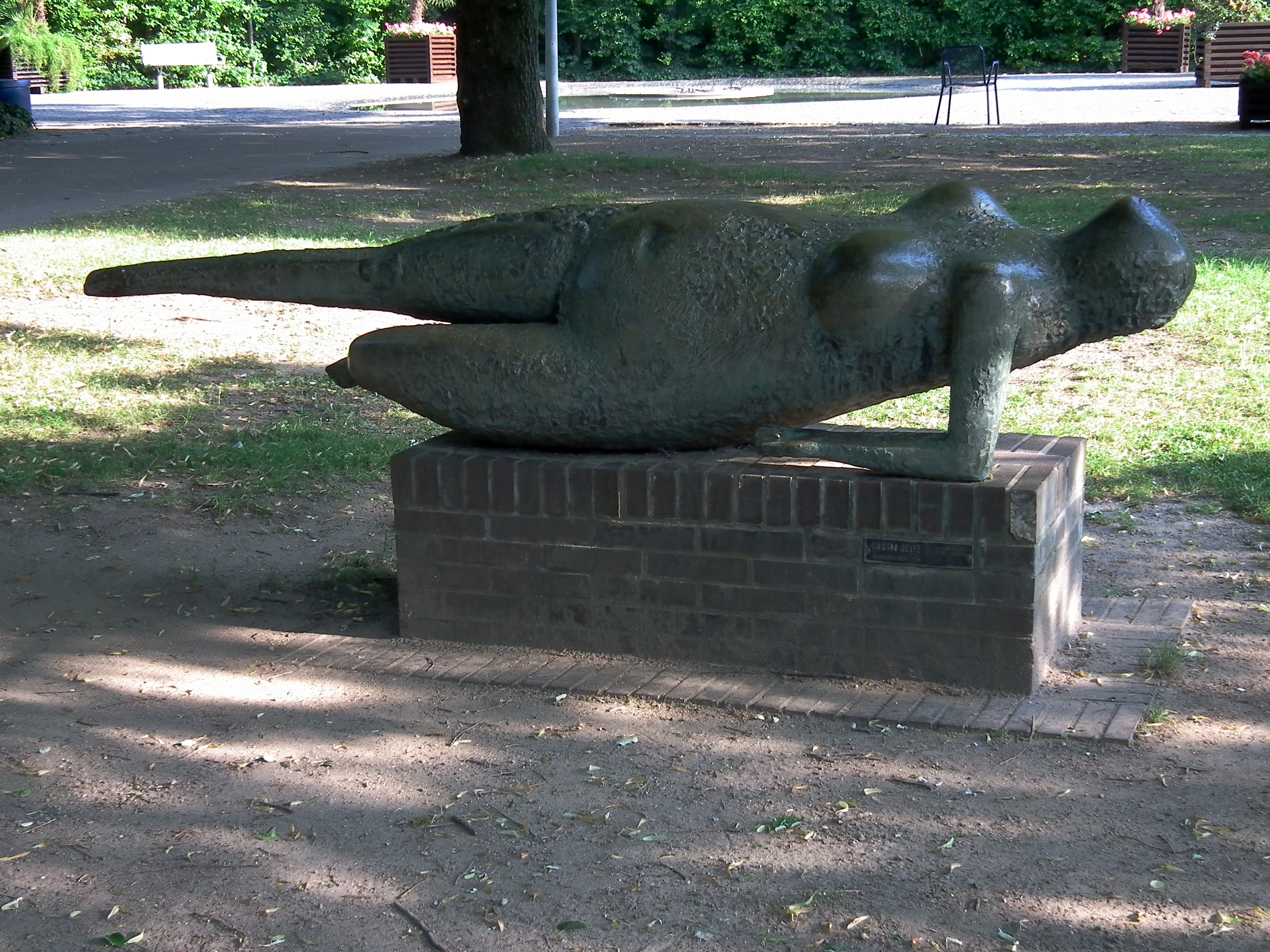
Flensburger Venus (1963)

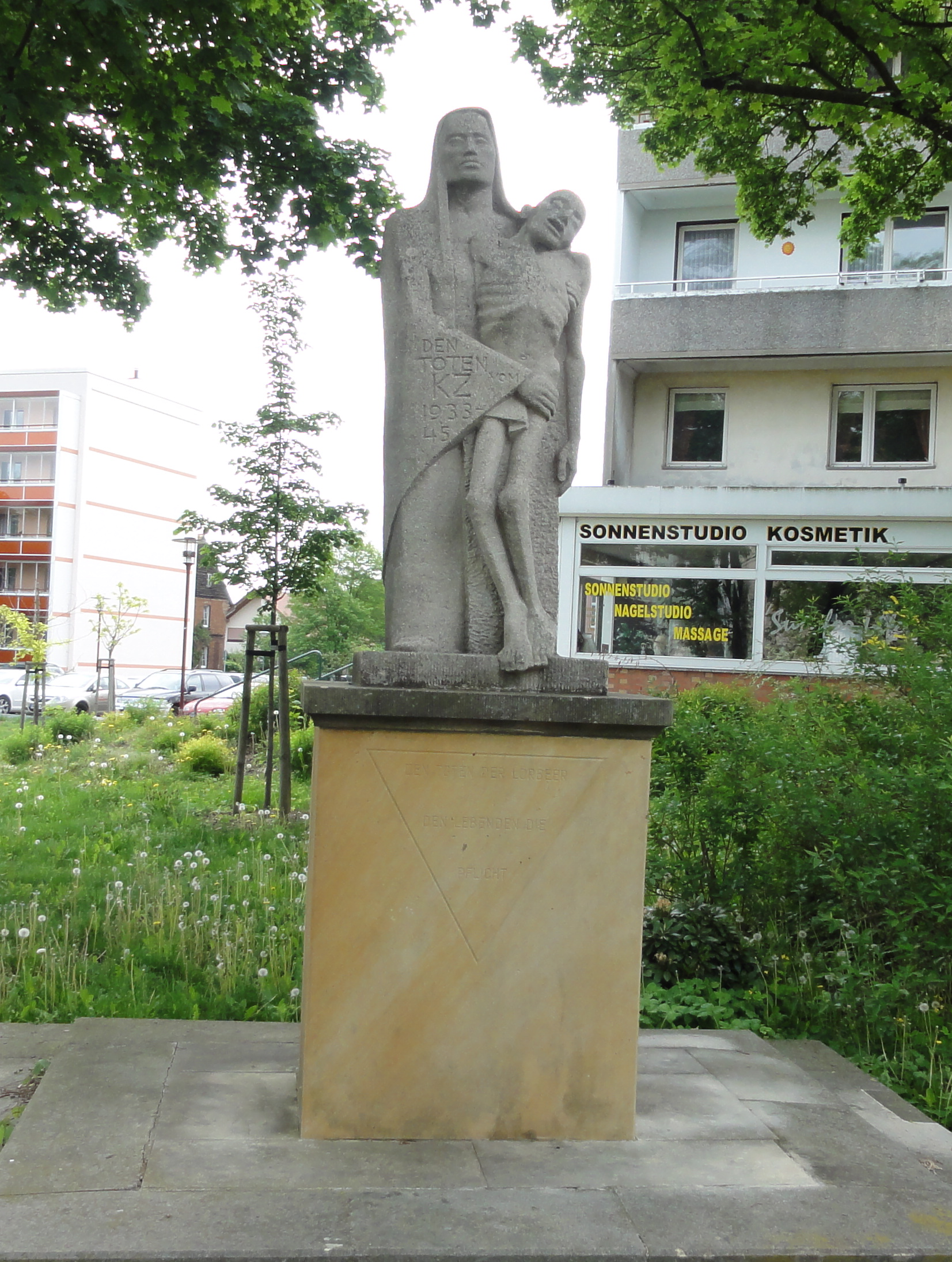
Mahnmal für die Opfer des Faschismus in Weißwasser

Gustav Seitz wurde 1906 im Mannheimer Stadtteil Neckarau als Sohn eines Putzer- und Stuckateurmeisters geboren. Er absolvierte von 1912 bis 1921 eine Volksschulausbildung. Von 1920 bis 1922 war Seitz Lehrling im Stukkateurbetrieb des Vaters. Dabei kam es zu ersten Berührung mit bildender Kunst durch Besuche der Mannheimer Kunsthalle. Von 1922 bis 1924 erhielt Seitz eine Ausbildung zum Steinmetzen und Steinbildhauer bei dem Bildhauer August Dursy in Ludwigshafen, bei dem er die Gesellenprüfung zum Steinmetz ablegte. Zugleich nahm er Zeichenunterricht in der Gewerbeschule Mannheim.
Seitz studierte anschließend von 1924 bis 1925 bei Georg Schreyögg an der Landeskunstschule Karlsruhe. Von 1925 bis 1932 war er bei Ludwig Gies und Dietrich an den Vereinigten Staatsschulen für Freie und Angewandte Kunst (heute Universität der Künste Berlin). Ab 1929 war er Meisterschüler von Wilhelm Gerstel. Er unternahm Reisen nach Frankreich und Oberitalien. 
In der Zeit des Nationalsozialismus war Seitz Mitglied der Reichskammer der bildenden Künste. Für diese Zeit ist bis 1943 seine Teilnahme an 24 großen Ausstellungen sicher belegt, darunter 1943 mit neun Werken in der Wiener Ausstellung Junge Kunst im Deutschen Reich. Von 1933 bis 1938 arbeitete Seitz als Freier im Atelier von Hugo Lederer an der Preußischen Akademie der Künste in Berlin. Er reiste nach Paris und Dänemark.  
Das Berliner Adressbuch verzeichnete Seitz 1943 in der Burggrafenstraße 4. Das Gebäude fiel den Luftangriffen der Alliierten auf Berlin zum Opfer. Seitz nahm am Zweiten Weltkriegs von 1940 bis 1945 als Kraftfahrer und Schreiber bei der Wehrmacht teil. 1945 kam er in amerikanische Kriegsgefangenschaft. Im selben Jahr nutzte Seitz ein eigenes Atelier in der Kantstraße in Berlin-Charlottenburg, das er bis 1958 innehatte. 1946 erhielt Seitz ein Lehramt für plastisches Gestalten an der TU Berlin. 1947 wurde er Professor für Bildhauerei an der Hochschule für Bildende Künste Charlottenburg.
1949 erhielt Seitz den Nationalpreis der DDR III. Klasse für das Mahnmal für die Opfer des Faschismus in Weißwasser/Oberlausitz. Als er den Preis entgegennahm und zudem 1950 in Ostberlin Gründungsmitglied der Deutschen Akademie der Künste wurde, wurde er von der Lehrtätigkeit an der Hochschule für bildende Künste in Berlin-Charlottenburg suspendiert und erhielt er mit sofortiger Wirkung Hausverbot. Dasselbe widerfuhr ihm vier Wochen später an der Technischen Universität Berlin-Charlottenburg. 1950 zog er in den Ostteil Berlins um. Ab 1951 leitete Seitz ein Meisteratelier für Bildhauerei an der Deutschen Akademie der Künste. Im selben Jahr unternahm er eine Reise in die Volksrepublik China. 1952 reiste Seitz nach Paris, wo er Picasso traf. Im selben Jahr reiste er nach Moskau und Leningrad. Eine Berufung an die Werkakademie Kassel scheiterte 1953, weil er seine Lehrtätigkeit an der Deutschen Akademie der Künste in Berlin-Ost nicht aufgeben wollte. 1954 weilte Seitz in Zürich wegen des Portraits von Thomas Mann im Auftrag der Akademie der Künste (Ost). 1956 gab es Ausstellungen zu seinem 50. Geburtstag in Mannheim und Bremen. In der Nationalgalerie Berlin wurde ein separates Kabinett für plastische Werke von Gustav Seitz eingerichtet. 1957 wurde ihm der Cornelius-Preis der Stadt Düsseldorf verliehen.
1958 trat Seitz aus der Akademie der Künste der DDR aus. Ab 1958 lebte er in Hamburg und wurde dort Nachfolger von Edwin Scharff (1887–1955) an der Hochschule für bildende Künste Hamburg als Professor und Leiter einer Bildhauerklasse. 1959 reiste Seitz nach Rom, Olevano und Tivoli. 1960 wurde er Mitglied der Freien Akademie der Künste in Hamburg. 1962 reiste Seitz nach Belgien, in die Niederlande und nach Schweden. 1966 wurde er als assoziiertes Mitglied in die Académie royale des Sciences, des Lettres et des Beaux-Arts de Belgique (Classe des Beaux-Arts) aufgenommen. Er stellte unter anderem auf der documenta II (1959), der documenta III (1964) in Kassel und auf der Biennale di Venezia (1968) in Venedig/Italien aus. 1964 erhielt Seitz in Hannover den Großen Niedersächsischen Kunstpreis, 1965 den Edwin-Scharff-Preis in Hamburg und 1966 die Schillerplakette der Stadt Mannheim.
Gustav Seitz war Mitglied des Deutschen Künstlerbundes sowie der Künstlergruppe Der Kreis. Er war ab 1937 mit der Architektin Luise Seitz, geb. Zauleck (1910–1988) verheiratet.

## Werk
Das Werk von Seitz ist durch weiblichen Akt, Porträts (u. a. von Bertolt Brecht, Ernst Bloch, Thomas und Heinrich Mann) und Zeichnungen, gelegentlich auch Reliefs, gekennzeichnet. Das Motiv der hockenden Frau hat er häufig variiert. Sein Bemühen lag in der Erstellung von realistischer Plastik, die teilweise Humor mit ausdrückt. Er hat auch selbst Publikationen verfasst.  

Villon-Kopf (1955, St. Annen Museum Lübeck)

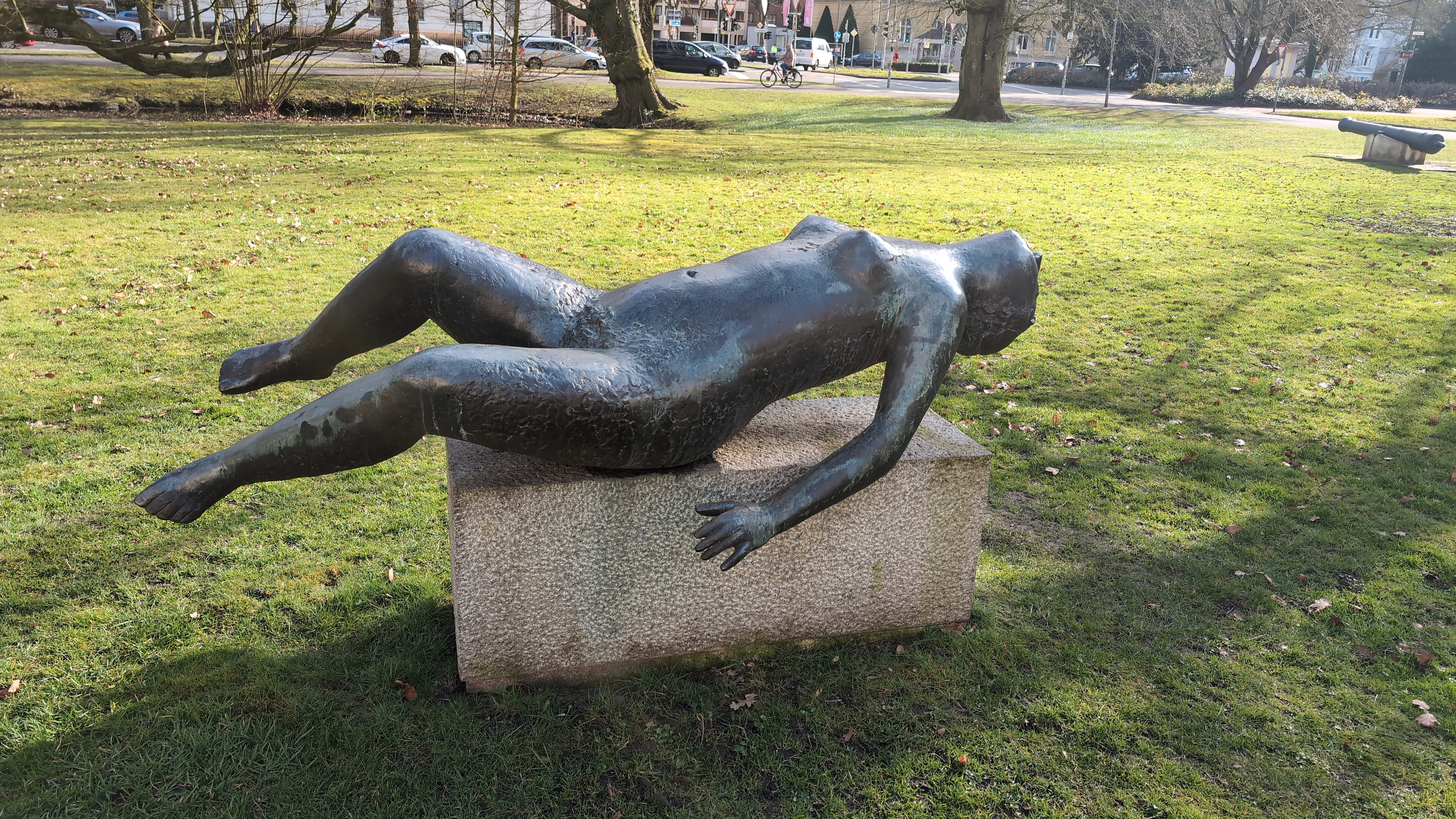
Große Danae (Gustav Seitz 1967/68) am Oldenburger Schloß

Der künstlerische Nachlass Gustav Seitz’ wurde 1988 mit letztwilliger Verfügung von Luise Seitz in eine Stiftung eingebracht, die seit Herbst 2017 sämtliche Werke im Gustav-Seitz-Museum – Zentrum für Kunst- und Kulturpädagogik in Trebnitz (Müncheberg) dauerhaft bewahrt.
- Hockende (1927).
- Wäscherin (1928).
- Eva (1947).
- Schreitende (1949) Bronze, 165 cm
- Kim-Ir Gu (1951)
- Thomas Mann (1954), 40 cm
- Weiblicher Torso (1955) Bronze, 20 cm
- Käthe Kollwitz (1958), 215 cm
- Stehende Eva (1959), 165 cm, Asklepios Klinik Nord (Ochsenzoll), Hamburg-Langenhorn
- Artistin (1959/1960), Kunsthalle, Emden
- Kniende Negerin (1961) Bronze, 54 cm
- Große Marina (1962) Bronze, 148 × 138 cm
- Flensburger Venus (1963) Bronze, im Mannheimer Herzogenriedpark
- Geschlagener Catcher (1963/1966) Bronze, 198 cm
- Junge ruhende Sappho, Bronze (1964/1965)
- Käthe Kollwitz (1965), Bronze, 70 cm, Holitzberg 89, Hamburg-Langenhorn[7]
- Große Lauschende (1968), Bronze
- Jungfrauenbrünnlein (1969) Bronze 20,5 × 33 × 33 cm

## Veröffentlichungen
- Entstehung einer Plastik. Berlin 1951.
- Studienblätter aus China, Aufbau-Verlag, Berlin 1953
- Eine Granitplastik entsteht. Berlin 1954.
- Skulpturen und Zeichnungen. Dresden 1955.
- Porträtplastik im 20. Jahrhundert. Wiesbaden 1958.
- Bildhauerzeichnungen. Frankfurt am Main 1970.

## Nachlass / Ausstellung / Würdigungen
Seitz’ schriftlicher Nachlass liegt im Deutschen Kunstarchiv im Germanischen Nationalmuseum. Seine Witwe überließ das Hamburger Wohn- und Atelierhaus samt Inventar zwei Kunsthistorikern zur Gründung der Gustav Seitz Stiftung, die von 1989 bis 2017 in diesem Gebäude beheimatet war. Wegen altersbedingter, baulicher Mängel suchten die beiden Stifter geeignete neue Räumlichkeiten, die sie schließlich in Trebnitz im Schloss Trebnitz fanden. Im ehemaligen Wasch- und Schlachthaus des Schlosses wurde am 11. September 2017 ein Gustav-Seitz-Museum eröffnet, das im Sinne der Stifter den Nachlass von Gustav Seitz der Öffentlichkeit zugänglich macht. Der dort untergebrachte Teil des Nachlasses umfasst 170 Bronzeskulpturen, etwa 4500 Zeichnungen und Grafiken sowie Notizen, Möbel und Modelle. Eine Dauerausstellung zeigt eine Auswahl.
In Mannheim-Neuhermsheim ist eine Straße nach ihm benannt, in Hamburg-Steilshoop der Gustav-Seitz-Weg.

### Gustav-Seitz-Preis
Die Stiftung vergibt einen Gustav-Seitz-Preis an Bildhauerinnen und Bildhauer, die mit ihrem Schaffen die Tradition figürlicher Plastik weiterführen. Bisher erhielten den Preis
- 1996: Klaus Kütemeier
- 2011: Robert Metzkes
- 2014: Julia Schleicher
- 2016: Ralf Ehmann
- 2019: Martyna Pająk
- 2021: Norbert Delman